# 高金藻
高金藻（?—?），山東海陽縣（今海陽市）人，清朝政治人物。
乾隆五十八年（1793年）癸丑科三甲進士。嘉慶六年（1801年），官湖南潯州府桂平縣知縣。嘉慶十二年（1807年）因失察群體事件，勒令休致。